# 深圳K11 ECOAST
深圳K11 ECOAST，是中國深圳市南山區蛇口海濱的購物中心，由新世界發展開發。該項目分爲購物中心K11 ECOAST、藝術館K11 HACC、辦公樓K11 ATELIER及Promenade海滨长廊等，2025年4月開業。購物中心面積23萬平方米，建築為輪船型，上有滿月型雕塑。

## 圖集

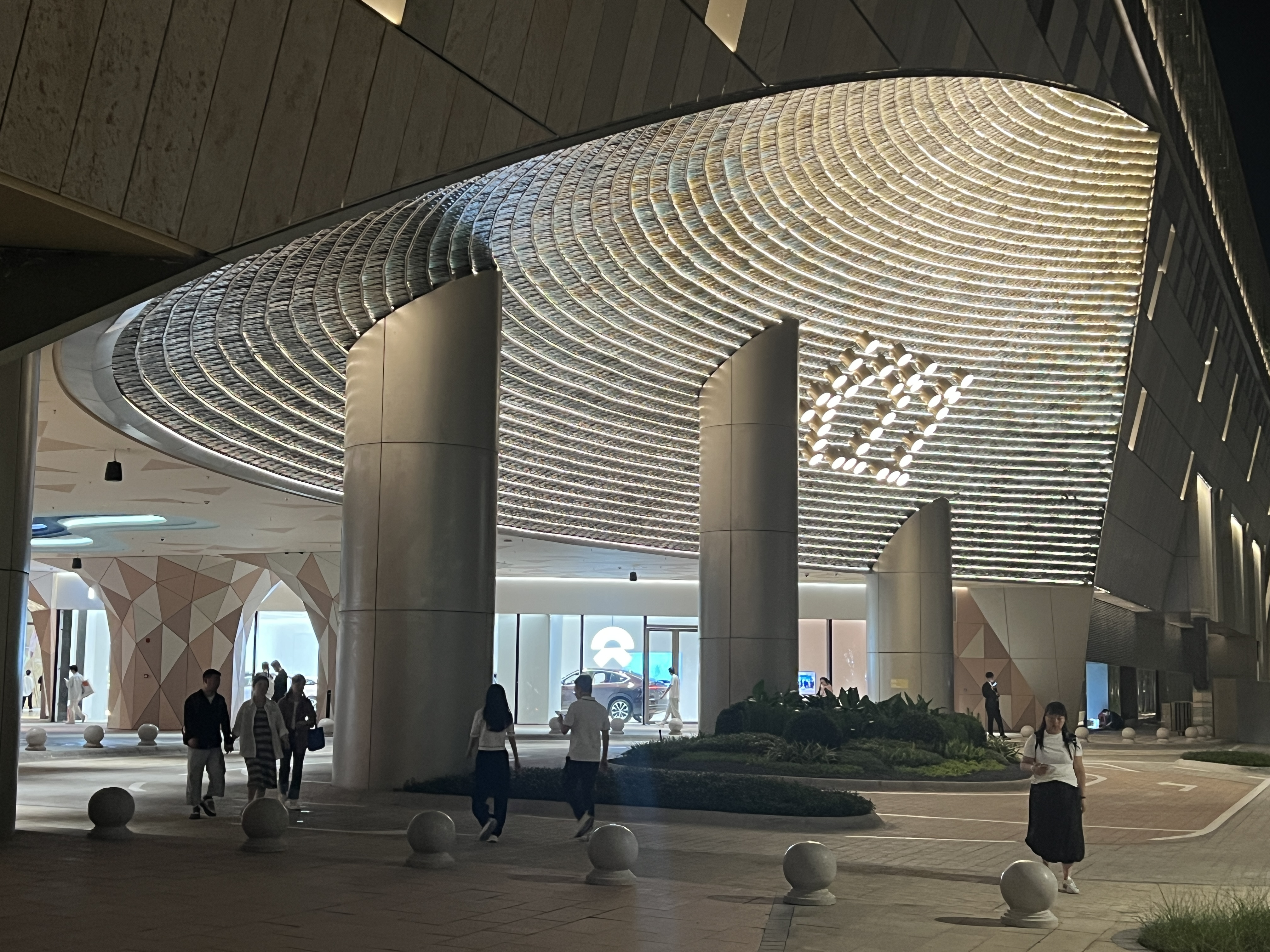
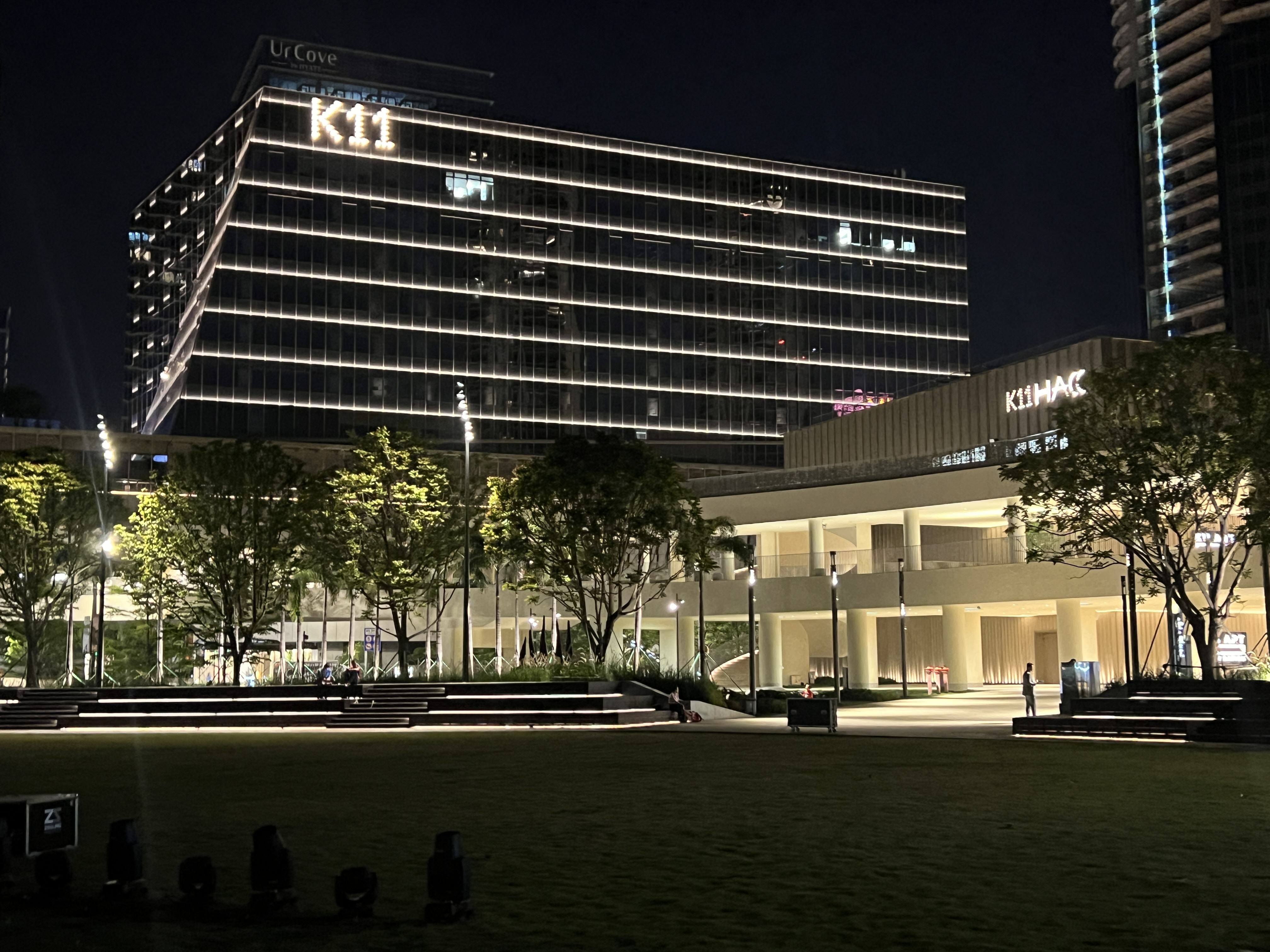
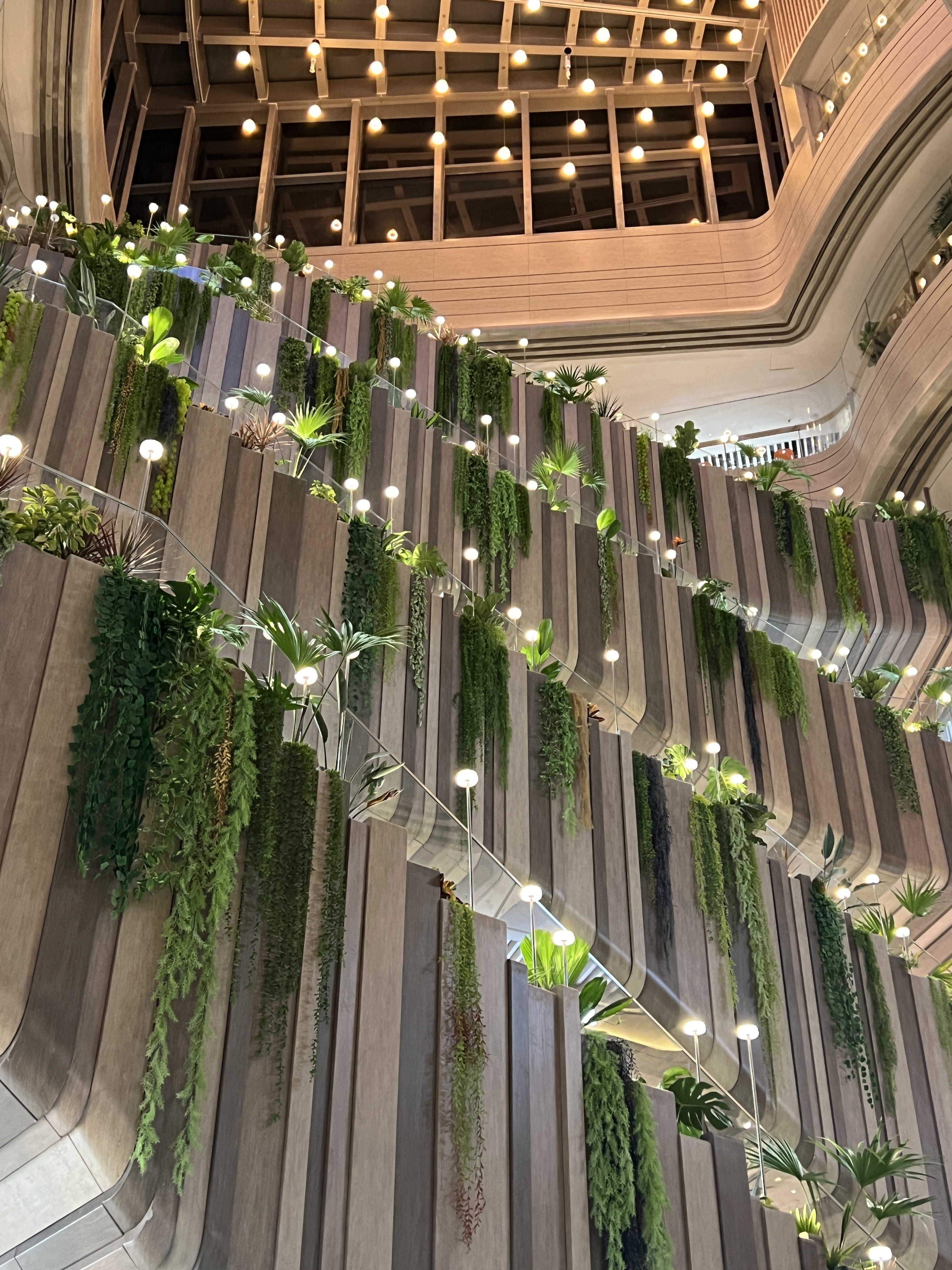
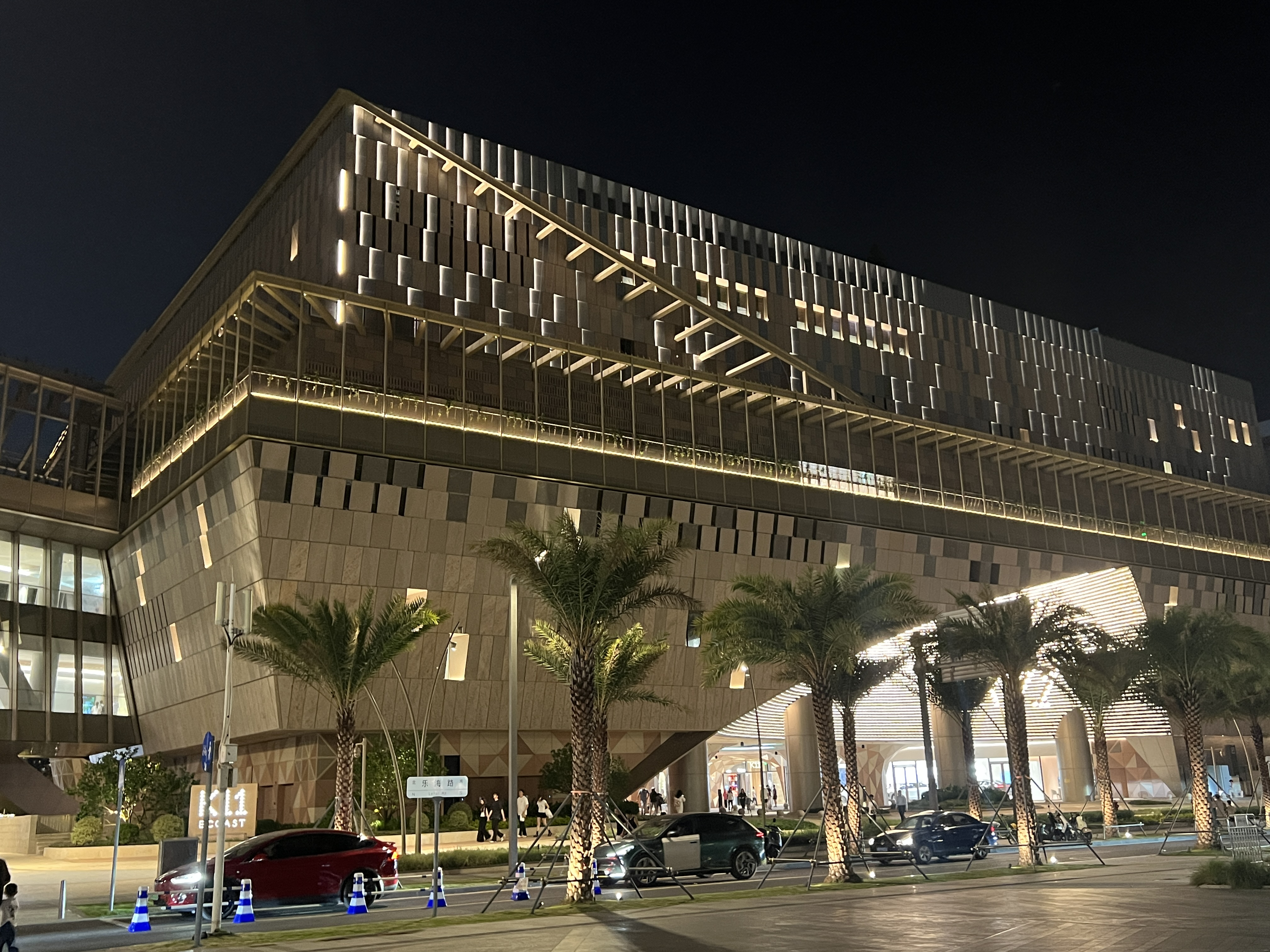